# Зензеватка
Зензеватка (рос. Зензеватка) — село у Ольховському районі Волгоградської області Російської Федерації.
Населення становить 1604  особи. Входить до складу муніципального утворення Зензеватське сільське поселення.

## Історія
Село розташоване у межах українського історичного та культурного регіону Жовтий Клин.
Згідно із законом від 24 грудня 2004 року № 978-ОД органом місцевого самоврядування є Зензеватське сільське поселення.

## Населення
| 2010 | 2012  | 2013  | 2014  | 2015  | 2016  | 2017  |
| ---- | ----- | ----- | ----- | ----- | ----- | ----- |
| 1531 | ↗1540 | ↗1569 | ↗1582 | ↘1581 | ↗1588 | ↗1604 |